# 猴洞
猴洞，又寫為猴硐、侯硐，是新北市瑞芳區的一個地名，位於該區東南部。

## 歷史
台灣清治末期，猴洞地區為一街庄，稱為「猴洞庄」，隸屬於基隆堡。該庄東北與九芎橋庄為鄰，東南及南與武丹坑庄、石壁坑庄，西南邊及西北邊為三爪仔庄（《臺灣堡圖》誤寫為「三瓜仔庄」）。
1901年（日治明治三十四年）11月，該庄隸屬於基隆廳，編入第三區。1905年（明治三十八年）7月，第三區改名「瑞芳區」。1920年（大正九年），該庄改制為「九芎橋」大字，隸屬於臺北州基隆郡瑞芳街。
戰後瑞芳街改制為瑞芳鎮，隸屬於臺北縣，大字亦改制為里。2010年12月，臺北縣升格為新北市，瑞芳鎮改制為瑞芳區。

## 交通
鄉道北37線經過本地區，往北可至柑子瀨接市道102號，往南轉東南可經石壁坑至牡丹接市道102號。